# Пиер II дьо Бурбон
Пиер II дьо Бурбон (на френски: Pierre II de Bourbon; * 1 декември 1438; Мулен, Кралство Франция; † 10 октомври 1503, Мулен, Кралство Франция) e 7-и херцог на Бурбон от 1488 г., херцог на Оверн, граф на Ла Марш, Клермон ан Бовези, Л’Ил Журден, Форез и Жиан, виконт на Тоар, Карла и Мюра, господар на Божьо, княз на Домб, барон на Роане, регент на Франция.
Пиер носи титлата „Господар на Божьо“. Като първи господар на Божьо той получава от краля част от имуществото на арманяките през 1472 г. (граф на Ла Марш, Виконтство Карла и Мюра), след което става, поради смъртта на двамата му по-големи братя, глава на Дом Бурбон и като такъв херцог на Бурбон и Оверн, граф на Клермон, Форез и Гиен и суверенен принц на Княжество Домб. Той също така е велик шамбелан на Франция, губернатор на Лангедок и един от основните съветници на кралете на Франция.

## Произход
Пиер е пети, най-малък син, на херцог Шарл I дьо Бурбон (* 1401, † 1456), 5-и херцог на Бурбон (1434), и на съпругата му Агнес Бургундска (* 1407, † 1476). Има петима братя и пет сестри:
- Жан II (* 1426, † 1488), 6-и херцог дьо Бурбон (1456 – 1488)
- Филип (* ок. 1428, † сл. 1445), господар на Божьо
- Мария (* ок. 1428, † 1448), херцогиня на Лотарингия и на Калабрия като съпруга на Жан II Анжуйски
- Изабела (* 1437, † 1465), херцогиня на Бургундия като съпруга на Шарл Дръзки
- Шарл II (* 1434, † 1488), архиепископ на Лион от 1444, кардинал от 1476, епископ на Клермон от 1476, херцог на Бурбон (1 – 15 април 1488 г.), не участва в официалната номерация.
- Луи (* 1436, † 1482), княз-епископ на Лиеж от 1456, основател на линията Бурбон-Бюсе, съществуваща по-нататък.
- Катерина (* ок. 1440, † 1469, херцогиня на Гелдерн като съпруга на Адолф Егмонт
- Жана († 1493), принцеса на Оранж като съпруга на Жан IV дьо Шалон-Арле
- Жак (* ок. 1444, † 1468), рицар на Ордена на Златното руно
- Маргарита (* 1447, † 1483), херцогиня на Савоя като съпруга на Филип II Безземни

## Биография

### Най-малък син на кралска служба
Тесните му семейни връзки с херцозите на Бургундия го карат първоначално да се присъедини към антимонархическия лагер и да участва в дейностите на Лигата за обществено благо – коалиция от феодални благородници, която предприема въоръжена опозиция срещу политиката на централизация на властта, провеждана от френския крал Луи XI Валоа. Френският крал Луи XI обаче успява да го отчужди от партията на принцовете и да ожени Пиер за дъщеря му Ан Френска. Въпреки че първоначално Пиер вече е сгоден за Мария Орлеанска, сестра на херцога на Орлеан и бъдещия крал Луи XII. Луи XI се опита да предотврати възникващия съюз между двете най-големи феодални дома на Франция, да развали годежа и да сближи представителите на двете семейства до короната, като ги ожени за дъщерите си. Демонстрирайки своята благосклонност, кралят принуждава по-големия брат на Пиер, херцога на Бурбон Жан II, да прехвърли първия феод на Божьо и също така предоставя на Пиер място в Кралския съвет.
Като лоялен и умел поданик на короната Пиер успява да постигне неволното благоразположение на крал Луи XI, демонстрирайки покорността на семейство Бурбон. Пиер се бие на страната на краля през 1472 г. при Гиен с графа на Арманяк Жан V. След това крал Луи XI поверява на Пиер битката срещу Жак д'Арманяк, херцог на Немур и граф на Ла Марш. Жан V завзема Лектур на 19 октомври 1472 г. Пиер дьо Боже и неговите офицери се оказват в плен. Повече от 4 месеца Жан V успешно отбранява града от кралските войски. Той се съгласява на почетна капитулация (4 март 1473 г.), но е убит. Така през 1472 г. Пиер получава от краля като награда част от владенията на Арманяк (Графство Ла Марш), а след смъртта на двамата си братя става глава на Династия Бурбон и получава титлата на херцог на Бурбон и на Оверн, граф на Клермон, на Форез и на Жиан, княз на Домб. Пиер II заема поста на Главен ковчежник на Франция, поста на губернатор на провинция Лангедок, а също така е един от главните съветници на кралете на Франция. В същото време Пиер дьо Божьо става един от главните съветници на краля. Той е назначен за генерал-лейтенант на Френското кралство (временен заместник-крал) през 1482 г., когато Луи XI, който е сериозно болен, отива на поклонение в манастира Св. Клод във Франш Конте.

### Херцог на Бурбон
На 1 април 1488 г. умира херцог Жан II дьо Бурбон Добрия, най-възрастният брат на Пиер. Херцогство Бурбон е наследено от другия брат на Пиер, кардинал и архиепископ на Лион – Шарл, но само за 15 дни – от 1 до 15 април 1488 г., понеже също умира в същата 1488 г. при странни обстоятелства. Така Пиер става 7-ми херцог на Бурбон и на Оверн. Той съществено разширява своята власт над земите, обхващащи голяма част от Централния масив. За своите владения Пиер скоро започва да провежда административни реформи въпреки своите ангажименти при Кралския двор на Франция (в този период той заедно със своята съпруга Анна са регенти на Франция), отказва да се дели от своите владения за продължително време и управлява кралството, стоейки в столицата на Бурбоните град Мулен.

### Кралски съветник
След смъртта на крал Луи XI съпругата на Пиер, Ан Френска, заедно с Пиер става регент на френското кралство за периода на невръстност на нейния брат и нов крал на Франция Шарл VIII. Такава е предсмъртната воля на Луи XI, тъй като Пиер, по време на смъртта на краля, е един от малкото поданици, които са неизменно в полза на Луи XI. До пълнолетието си като крал Пиер управлява кралството от земите на Бурбоните, предпочитайки да контролира собствения си двор, вместо да играе второстепенна роля във френския двор.
Към 1491 г. влиянието на Бурбоните върху краля намалява. Шарл VIII достига пълнолетие и все повече отхвърля препоръките на роднините си. Кралят се противопостави на техния съвет по въпроса за брака си. Също така Анна и Пиер не успяват да разубедят Шарл VIII от катастрофалната военна кампания, свързана с борбата за Кралство Неапол, въпреки че в същото време Пиер остава пълен генерал-губернатор на френското кралство по време на периоди на отсъствие на краля. Пиер и съпругата му остават основните фигури в кралския двор до края на царуването на Шарл VIII, но влиянието им постепенно намалява. След смъртта на Шарл VIII през 1498 г. и с идването на власт на Луи XII (който по-рано е съперник на Анна и Пиер, херцог на Орлеан), Пиер се оттегля от политическите дела на кралския двор и посвещава останалите 5 години от живота си на семейството си, като обръща особено голямо внимание на дъщеря си и своя единствена наследница Сузана.
В началото на август 1503 г., след като Пиер II и съпругата му се срещат с крал Луи XII в бургундски Макон, Пиер се разболява от треска. Два месеца по-късно, на 6 октомври, Анна помага на съпруга си да състави завещание. На 10 октомври Пиер II дьо Бурбон умира в Мулен в Херцогския дворец на Бурбоните. Сърцето му е прехвърлено в Муленската катедрала на Благовещението, а останките му са погребани в новия параклис на манастира Клюни в Сувини, където по-късно ще бъдат погребани и дъщерята и съпругата на Пиер II. Церемонията по погребението е много луксозна и отчасти наподобяваше кралска погребална церемония, което свидетелства за влиянието на херцозите на Бурбон.

## Брак и потомство
∞ ноември 1473 г. в Мон Ришар недалеко от Блоа за 12-годишната Анна Френска (* 1461, † 1522), дъщеря на Луи XI и Шарлота Савойска, от която има син и дъщеря:
- Шарл дьо Бурбон, граф на Клермон (* 1476, † 1498)
- Сузана дьо Бурбон (* 1491, † 1521), чрез брак херцогиня на Бурбон, ∞ за Шарл III дьо Бурбон (* 1490, † 1527), 8-и херцог на Бурбон от 1505 г., граф на Монпансие, дофин на Оверн (1501 – 1525), херцог на Оверн, херцог на Шателро (1515 – 1523), граф на Клермон ан Бовези, граф на Форе и на Ла Марш (1505 – 1523), принц на Домб (1505 – 1523), виконт на Карла и на Мюра (1505 – 1523), сеньор на Божьо, на Комбрей, на Меркьор, на Аноней, на Рош ан Берние, на Бурбон-Ланси (1505 – 1523), вицекрал на Милано (1516 – 1521), френски пълководец, конетабъл на Франция, първи принц по кръв („втори човек на кралството“).

## Наследяване
Единственият син на Пиер II, Шарл, граф на Клермон (1476 – 1498), умира на 22 г., неженен, затова редът за наследяване на Бурбонските земи преминава към Сузана. Този въпрос обаче е юридически спорен. През последните години на живота на Пиер възниква проблем за него и неговата жена Анна относно наследяването от Сузана. Конкретната причина е, че Шарл VIII умира и на трона е по-стриктният негов братовчед Луи XII. За Сузана се търси съпруг за поддръжка на правата ѝ на наследство, които с голяма вероятност биха се оспорвали от френската корона и Дом Монпансие. Поначало херцогът и херцогинята разглеждат в качество на приемен син следващия наследник на Дом Бурбон, граф Луи II дьо Бурбон-Монпансие; но той силно оскърбява Пиер II, признавайки за негодни грамотите на Луи XII, потвърждаващи правата на наследяване на Сузана. Тези грамоти Бурбоните трябва да получат от крал Луи XII само с цената на своята поддръжка за възкачването му на трона.
След този конфликт Пиер решава да сгоди Сузана за херцог Шарл IV Алансон, фаворит на крал Луи XII, който с голяма доза вероятност може да защити херцогството от кралските претенциите и от претенциите на Дом Монпансие. Брачният договор е подписан в Мулен на 21 март 1501 г. Шарл е на 11 г., а Сузана – на 9 г. Обаче херцог Пиер II дьо Бурбон умира преди женитбата по този договор. Година преди това също умира граф Луи ІІ дьо Бурбон-Монпансие. При тази сложна ситуация Анна подготвя за дъщеря си брак със следващия старши наследник на Бурбонската титла – Шарл ІІІ дьо Бурбон-Монпансие. Младата двойка наследява съвместно и се избягва дискусията за наследяването на Херцогство Бурбон.

## В изкуството
В продължение на целия си живот Пиер, подобно на съпругата си Анна, е деен меценат. Като пример той покровителства знаменития Муленски майстор (фламандски художник, работещ при двора на херцога; вероятно е Жан Ей). Той активно способства за преустрояване на няколко замъка в бурбонските земи, в числото на които замък в Егперсе и този в Мулен.
Ан и Пиер дьо Божьо са изобразени на Муленския триптих в катедрала „Благовещение на Светата Дева“ в Мулен, изрисуван от Муленския майстор около 1498 – 1500 г.
- Муленски майстор, Портрет на Пиер ІІ със Св. Петър, 1492 - 1493 г.
- Муленски майстор, Портрет на Пиер ІІ, 1489–1499 със Св. Петър, лява част на Муленския триптих